# كوسيإي إشيغامي
كوسيإي إشيغامي (باليابانية: 石神 幸征) (11 يناير 1990 في شيزوكا في اليابان – )؛ هو لاعب كرة قدم ياباني سابق كان يلعب كمدافع.

## وصلات خارجية
- كوسيإي إشيغامي على موقع رابطة كرة القدم اليابانية للمحترفين (اليابانية)
- كوسيإي إشيغامي على موقع قاعدة بيانات كرة القدم.إي يو (الإنجليزية)
- كوسيإي إشيغامي على موقع Soccerway.com (الإنجليزية)
- كوسيإي إشيغامي على موقع عالم كرة القدم.نت (الإنجليزية)